# Wahlkreis Pankow 2
Der Wahlkreis Pankow 2 ist ein Abgeordnetenhauswahlkreis in Berlin. Er gehört zum Wahlkreisverband Pankow und umfasst die Gebiete Blankenfelde, Rosenthal, Wilhelmsruh und Niederschönhausen-Nord.

## Abgeordnetenhauswahl 2023
Bei der Wahl zum Abgeordnetenhaus von Berlin 2023 traten folgende Kandidaten an:
| Name                              | Partei           | Anteil der Erststimmen | Anteil der Zweitstimmen |
| --------------------------------- | ---------------- | ---------------------- | ----------------------- |
| Lars Bocian                       | CDU              | 31,4 %                 | 29,6 %                  |
| Torsten Hofer                     | SPD              | 19,1 %                 | 17,6 %                  |
| Susanne Jahn                      | Grüne            | 15,3 %                 | 14,2 %                  |
| Ronald Gläser                     | AfD              | 12,9 %                 | 13,1 %                  |
| Matthias Zarbock                  | Die Linke        | 10,9 %                 | 11,9 %                  |
| Felix Reifschneider               | FDP              | 03,8 %                 | 04,4 %                  |
| Vera Naumburger                   | Tierschutzpartei | 02,9 %                 | 02,3 %                  |
| Uwe Dähn                          | Die PARTEI       | 01,7 %                 | 01,3 %                  |
| Dieter Bonitz                     | dieBasis         | 01,1 %                 | 00,8 %                  |
| Frank Kirstein                    | Freie Wähler     | 00,9 %                 | 00,4 %                  |
| –                                 | Sonstige         | –                      | 04,4 %                  |
| Wahlberechtigte: 32.753 Einwohner |                  |                        |                         |
| Wahlbeteiligung: 69,4 %           |                  |                        |                         |

## Abgeordnetenhauswahl 2021
Bei der im Nachhinein für ungültig erklärten Wahl zum Abgeordnetenhaus von Berlin 2021 traten folgende Kandidaten an:
| Name                              | Partei           | Anteil der Erststimmen | Anteil der Zweitstimmen |
| --------------------------------- | ---------------- | ---------------------- | ----------------------- |
| Torsten Hofer                     | SPD              | 22,6 %                 | 21,4 %                  |
| Lars Bocian                       | CDU              | 20,6 %                 | 18,8 %                  |
| Susanne Jahn                      | Grüne            | 16,7 %                 | 15,1 %                  |
| Matthias Zarbock                  | Die Linke        | 12,6 %                 | 13,4 %                  |
| Ronald Gläser                     | AfD              | 10,9 %                 | 11,0 %                  |
| Felix Reifschneider               | FDP              | 07,0 %                 | 07,5 %                  |
| Vera Naumburger                   | Tierschutzpartei | 03,5 %                 | 02,3 %                  |
| Dieter Bonitz                     | dieBasis         | 02,1 %                 | 01,6 %                  |
| Frank Kirstein                    | Freie Wähler     | 02,0 %                 | 01,3 %                  |
| Uwe Dähn                          | Die PARTEI       | 02,0 %                 | 01,6 %                  |
| –                                 | Die Grauen       | –                      | 01,5 %                  |
| –                                 | Sonstige         | –                      | 04,5 %                  |
| Wahlberechtigte: 32.983 Einwohner |                  |                        |                         |
| Wahlbeteiligung: 77,3 %           |                  |                        |                         |

## Abgeordnetenhauswahl 2016
Bei der Wahl zum Abgeordnetenhaus von Berlin 2016 traten folgende Kandidaten an:
| Name                              | Partei           | Anteil der Erststimmen | Anteil der Zweitstimmen |
| --------------------------------- | ---------------- | ---------------------- | ----------------------- |
| Torsten Hofer                     | SPD              | 23,3 %                 | 21,0 %                  |
| Gottfried Ludewig                 | CDU              | 19,9 %                 | 17,7 %                  |
| Ronald Gläser                     | AfD              | 19,0 %                 | 18,9 %                  |
| Eveline Lämmer                    | Die Linke        | 17,9 %                 | 17,8 %                  |
| Peter Brenn                       | Grüne            | 11,3 %                 | 11,1 %                  |
| Felix Reifschneider               | FDP              | 04,6 %                 | 05,0 %                  |
| Andreas Jeromin                   | Die PARTEI       | 01,8 %                 | 01,4 %                  |
| Mirco Brahmann                    | Piraten          | 01,5 %                 | 01,3 %                  |
| Christoph Jachym                  | pro Deutschland  | 00,8 %                 | 00,4 %                  |
| –                                 | Tierschutzpartei | 0–                     | 01,8 %                  |
| –                                 | Graue Panther    | 0–                     | 01,5 %                  |
| –                                 | Sonstige         | 0–                     | 02,1 %                  |
| Wahlberechtigte: 32.812 Einwohner |                  |                        |                         |
| Wahlbeteiligung: 71,3 %           |                  |                        |                         |

## Abgeordnetenhauswahl 2011
Bei der Wahl zum Abgeordnetenhaus von Berlin 2011 traten folgende Kandidaten an:
| Name                              | Partei           | Anteil der Erststimmen | Anteil der Zweitstimmen |
| --------------------------------- | ---------------- | ---------------------- | ----------------------- |
| Alex Lubawinski                   | SPD              | 33,6 %                 | 30,4 %                  |
| Gottfried Ludewig                 | CDU              | 24,1 %                 | 21,4 %                  |
| Eveline Lämmer                    | Die Linke        | 15,8 %                 | 16,3 %                  |
| Theresia Theune                   | Grüne            | 13,2 %                 | 13,1 %                  |
| Fabricio Martins do Canto         | Piraten          | 08,3 %                 | 07,9 %                  |
| Siegfried Schlegel                | Pro Deutschland  | 02,6 %                 | 01,4 %                  |
| Thomas Härtel                     | Die Freiheit     | 02,5 %                 | 02,0 %                  |
| –                                 | NPD              | 0–                     | 02,8 %                  |
| –                                 | FDP              | –                      | 01,5 %                  |
| –                                 | Tierschutzpartei | –                      | 01,4 %                  |
| –                                 | Sonstige         | –                      | 01,8 %                  |
| Wahlberechtigte: 31.973 Einwohner |                  |                        |                         |
| Wahlbeteiligung: 61,5 %           |                  |                        |                         |

## Abgeordnetenhauswahl 2006
Bei der Wahl zum Abgeordnetenhaus von Berlin 2006 traten folgende Kandidaten an:
| Name                              | Partei    | Anteil der Erststimmen |
| --------------------------------- | --------- | ---------------------- |
| Torsten Hilse                     | SPD       | 36,0 %                 |
| Jürgen Bornschein                 | CDU       | 21,3 %                 |
| Gert Cramer                       | Die Linke | 20,4 %                 |
| Theresia Theune                   | Grüne     | 09,2 %                 |
| Thomas Brandt                     | FDP       | 07,5 %                 |
| Juan-Marco Zellmer                | WASG      | 05,7 %                 |
| Wahlberechtigte: 30.354 Einwohner |           |                        |
| Wahlbeteiligung: 57,3 %           |           |                        |

## Bisherige Abgeordnete
Da der Wahlkreis erst seit 2006 in der heutigen Form besteht, ist die Angabe bisheriger Abgeordneter erst seit diesem Zeitpunkt möglich. 
| Jahr | Name            | Partei | Anteil der Erststimmen |
| ---- | --------------- | ------ | ---------------------- |
| 2021 | Lars Bocian     | CDU    | 31,4 %                 |
| 2021 | Torsten Hofer   | SPD    | 22,7 %                 |
| 2016 | Torsten Hofer   | SPD    | 23,3 %                 |
| 2011 | Alex Lubawinski | SPD    | 33,6 %                 |
| 2006 | Torsten Hilse   | SPD    | 36,0 %                 |